# Mosteiro de Ermelo
O Mosteiro de Ermelo localiza-se na freguesia de São Jorge e Ermelo, na vila e município de Arcos de Valdevez, distrito de Viana do Castelo, em Portugal.

## História
Encontra-se classificado como Monumento Nacional desde 29 de setembro de 1977.